# Balançoire
Pour les articles homonymes, voir Balançoire.
 (avril 2020).
Si vous disposez d'ouvrages ou d'articles de référence ou si vous connaissez des sites web de qualité traitant du thème abordé ici, merci de compléter l'article en donnant les références utiles à sa vérifiabilité et en les liant à la section « Notes et références ».

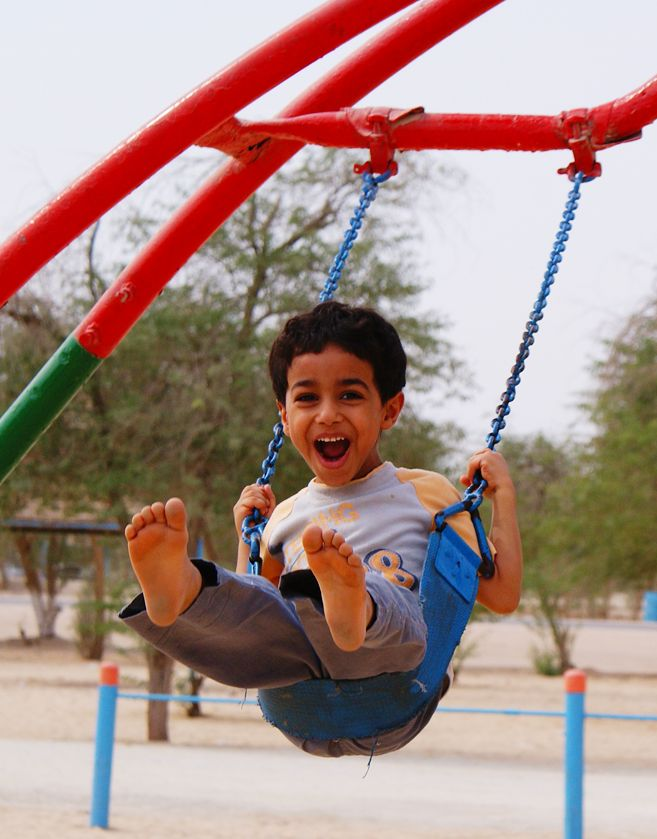
Enfant sur une escarpolette

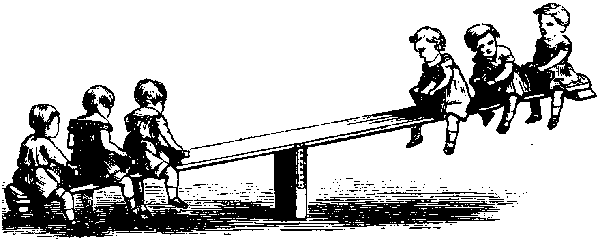
Balançoire à bascule.

Le mot balançoire désigne deux dispositifs ludiques assez distincts, qui ont pour point commun de permettre une oscillation autour d'un axe horizontal. L'un ("tapecul") comporte une poutre pivotant autour d'un axe central, et munie de sièges à chaque extrémité : assis a chaque bout, des enfants se renvoient mutuellement vers le haut ; l'autre ("escarpolette") se compose d'un siège suspendu à deux cordes, assis sur lequel un enfant peut osciller d'avant en arrière. On en trouve dans les jardins d'enfants, sur les terrains de jeux et parfois dans les cirques.

## Description

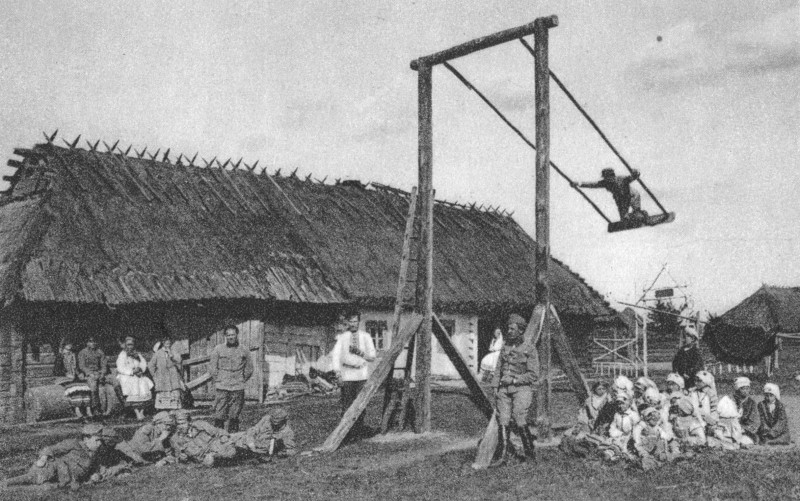
Balançoire en 1916.

Le siège peut se résumer à une simple planche suffisamment solide pour supporter le poids de la personne qui va se balancer. Mais il y a aussi des balançoires faites de matériaux de récupération : elles sont constituées d'un pneu en guise de siège attaché par des cordes ou des chaînes au portique.
Depuis plusieurs décennies, de nouvelles sortes de balançoires ont fait leur apparition : balançoires à deux places, plus ou moins sophistiquées, jouant sur l'énergie ou le contrepoids engendré par les personnes s'y asseyant.
Des balançoires sécurisées ont même fait leur apparition pour les plus jeunes: celles-ci consistent en un siège avec des sangles, et plusieurs cordes permettant de maitriser l'équilibre de l'enfant, trop jeune pour se débrouiller seul.
Les matériaux ont aussi évolué : par exemple, le bois est progressivement remplacé par le plastique, éliminant le risque d'échardes.

## Disposition
Dans le sud des États-Unis, il est traditionnel d'en disposer dans les porches des maisons où l'on se repose en prenant l'air frais.

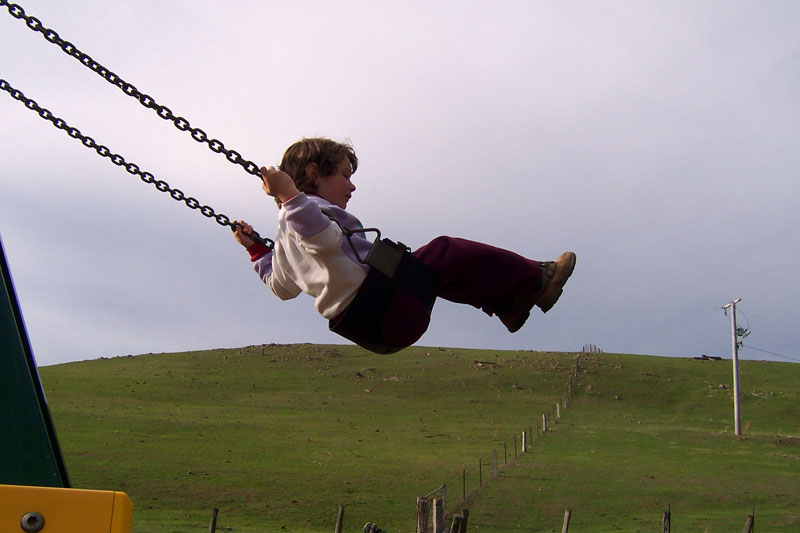
Envolée vers le ciel

## Science
L'analyse énergétique de ce jeu enfantin qu'est la balançoire n'est pas enfantine. On peut y retrouver les relations de transfert d'énergie entre fréquences caractéristiques de l'oscillateur paramétrique (pendule paramétrique).

## Dans l'art
La balançoire sert, dans l'art, de support à des scènes enfantines ou à des rencontres amoureuses. On notera par exemple, en peinture :
- La Balançoire de  Jean-Honoré Fragonard, vers 1750-1752
- Les Hasards heureux de l'escarpolette de Jean-Honoré Fragonard (1767), scène libertine du XVIIIe siècle.
- La Balançoire (El columpio) de Francisco de Goya, 1779
- La Balançoire (El columpio) de Francisco de Goya, 1787
- La Balançoire, peinture de Pierre-Auguste Renoir (1876) représentant un homme s'adressant à une femme debout sur une balançoire, accompagnés d'un autre homme et d'un enfant.

En musique, elle est utilisée dans plusieurs œuvres :
- Le duo de l'escarpolette dans l'opérette Véronique d'André Messager (1898), scène amoureuse où le vicomte Florestan balance Véronique.
- Une demoiselle sur une balançoire, chanson d'Yves Montand (1967), où le balancement de la jeune fille est également cause de l'attirance amoureuse.

## Mouvement
Depuis sa création beaucoup ont sauté de la balançoire, essayant de ne pas tomber et d'aller le plus haut ou le plus loin possible, mais avec l'apparition du Tricking, du Parkour et du Free-running dans notre société, certaines personnes ont décidé d'aller plus loin : Le "Swing Tricking" (mouvements à la balançoire).
Inspiré du tricking et du plongeon, cette nouvelle discipline extrême se compose de mouvements effectués en plein balancement. On compte principalement parmi eux :
- Le salto arrière inversé (Inverted Backflip) qui se fait à reculons,
- Le salto arrière (Gainer/Backflip) qui se fait en avançant,
- Le salto avant (Flip/Frontflip) qui se fait en sautant vers l'avant,
- Le salto avant resté (Stay-on frontflip/Stay-on) qui consiste à faire un salto avant sans sauter,
- Le salto arrière resté (Stay-on backflip) qui consiste à faire un salto arrière sans quitter la balançoire,
- La roue (French Roll/Sideflip) qui consiste à exécuter un mouvement de gymnastique nommé "la roue" sans utiliser ses mains.

Il en existe bien d'autres, mais ils sont généralement nommés différemment par chaque groupe de Swing Tricker, ce qui rend difficile la création d'une liste fiable.
NB : Ces mouvements peuvent être combinés avec d'autres choses, comme le "sans-main" (no-hand) qui consiste à ne pas utiliser ses mains, et/ou une vrille (spin) 180/360/540/720 degrés. Les vrilles à elles seules ne sont pas considérées comme un mouvement..

## Galerie

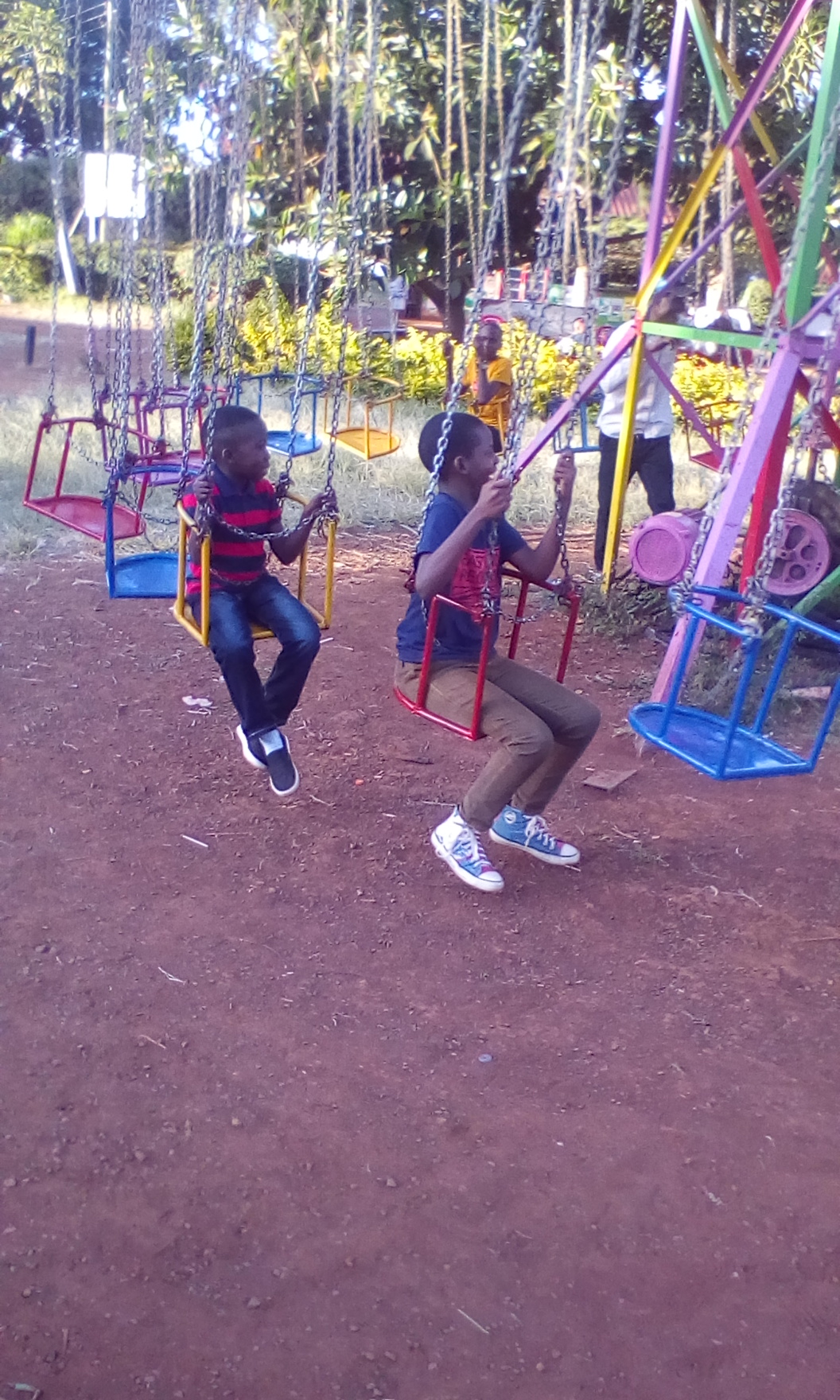
Balançoire collective latérale avec mouvement circulaire.
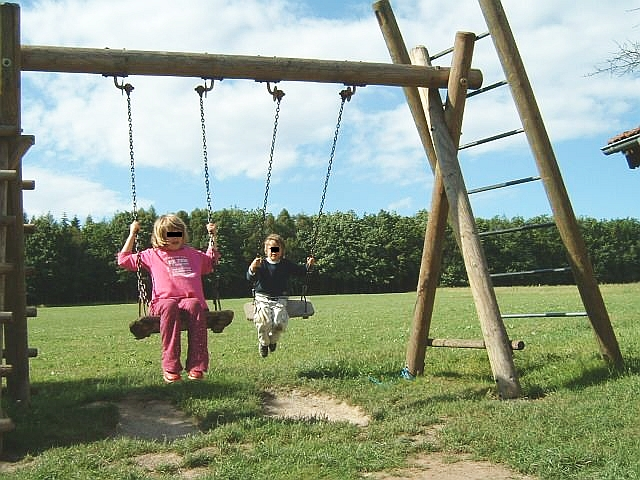
Balançoire à deux.
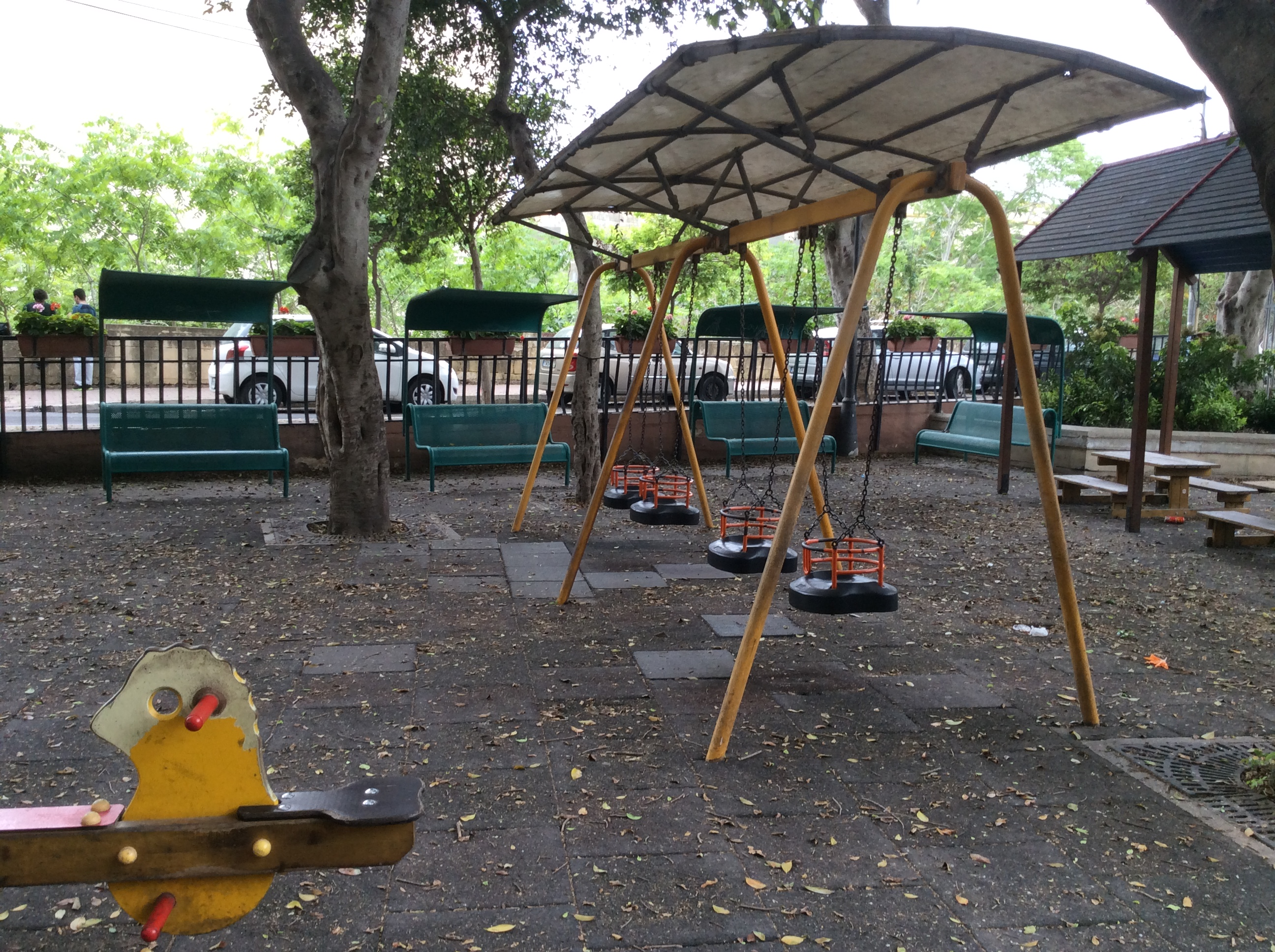
Modèle avec sécurité.
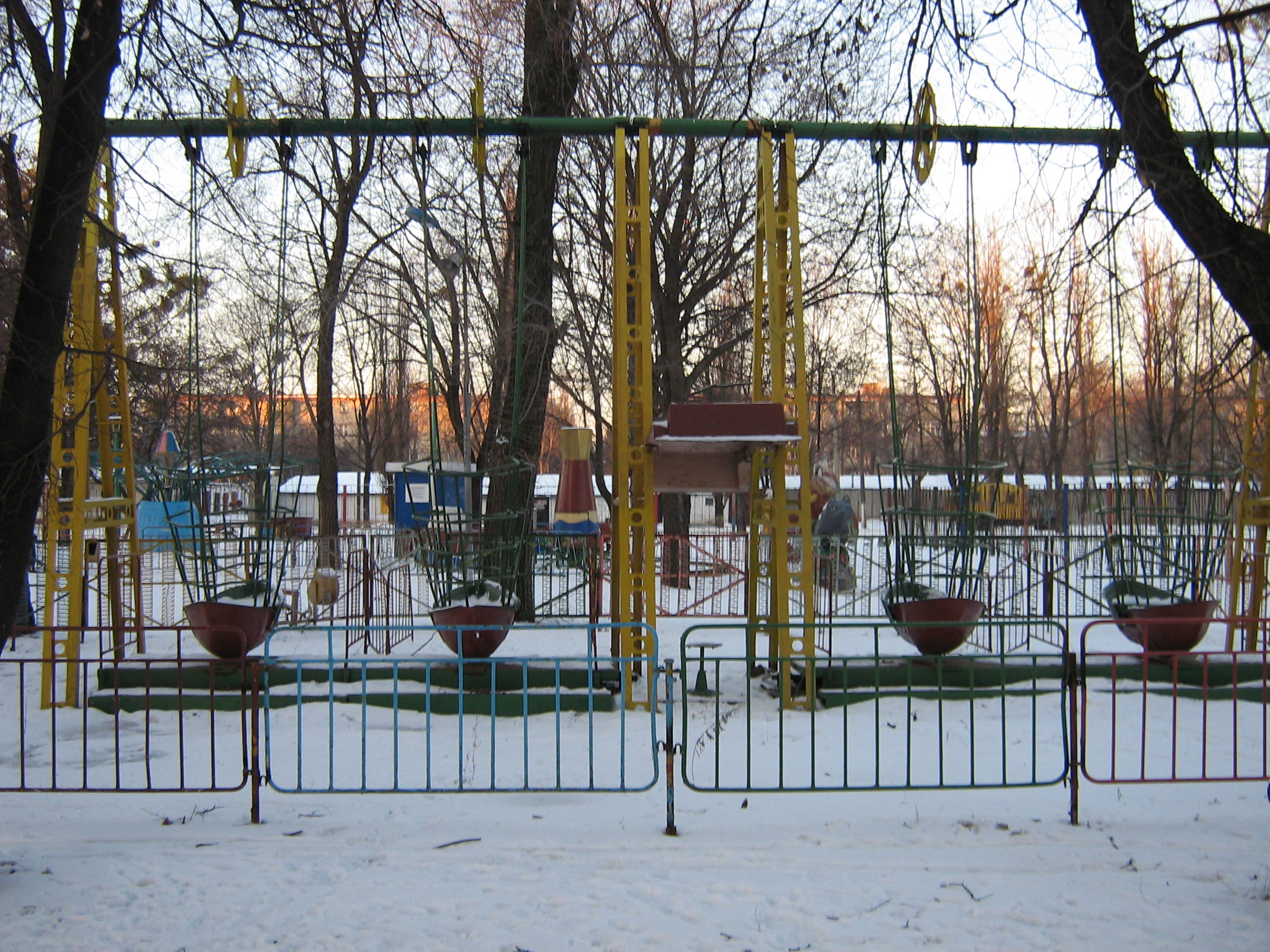
Balançoire de type bateau à bascule avec nacelle pour deux personnes.
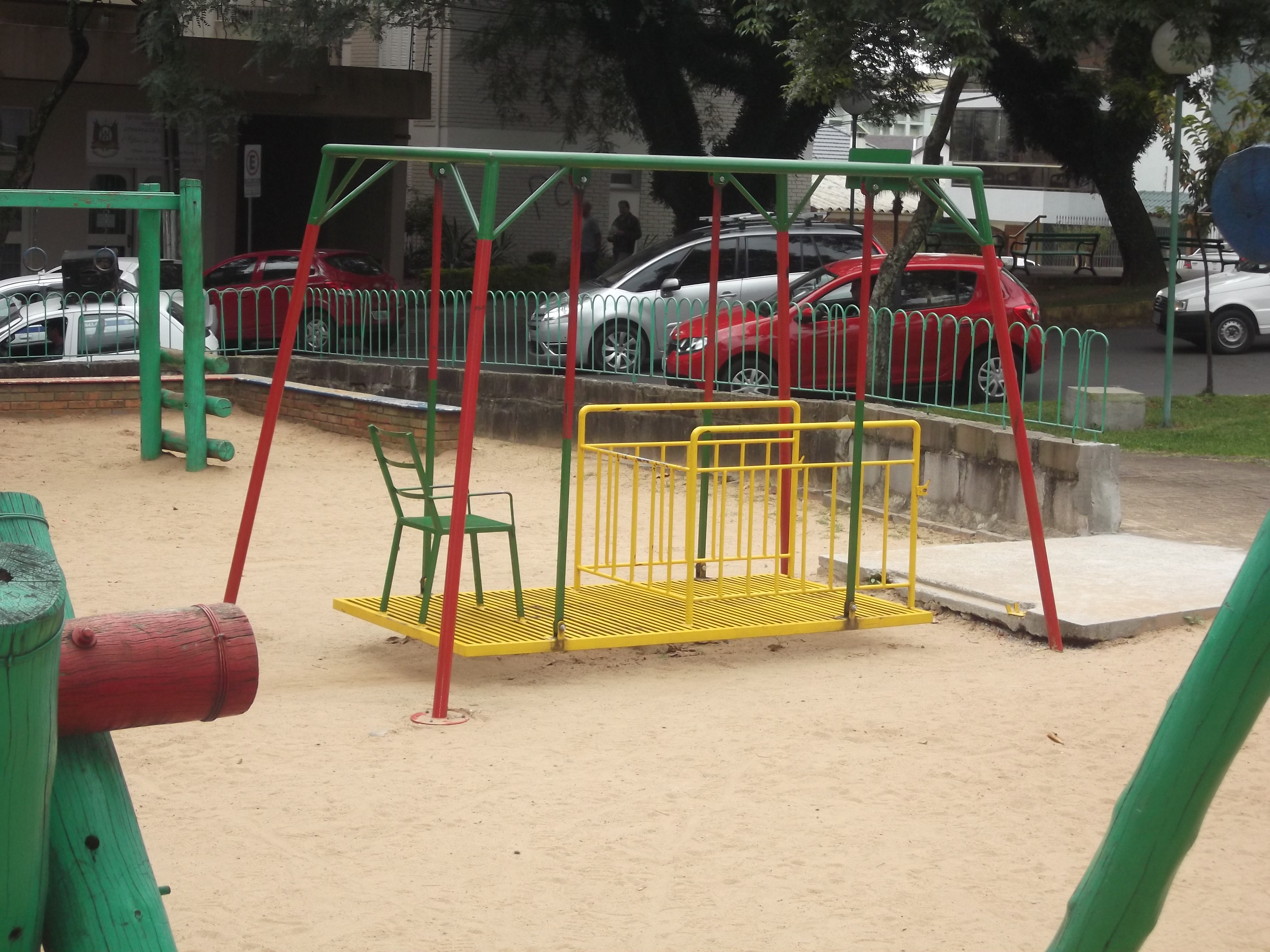
Balançoire en position debout avec chaise pour personne surveillante sur plateforme, Brésil.
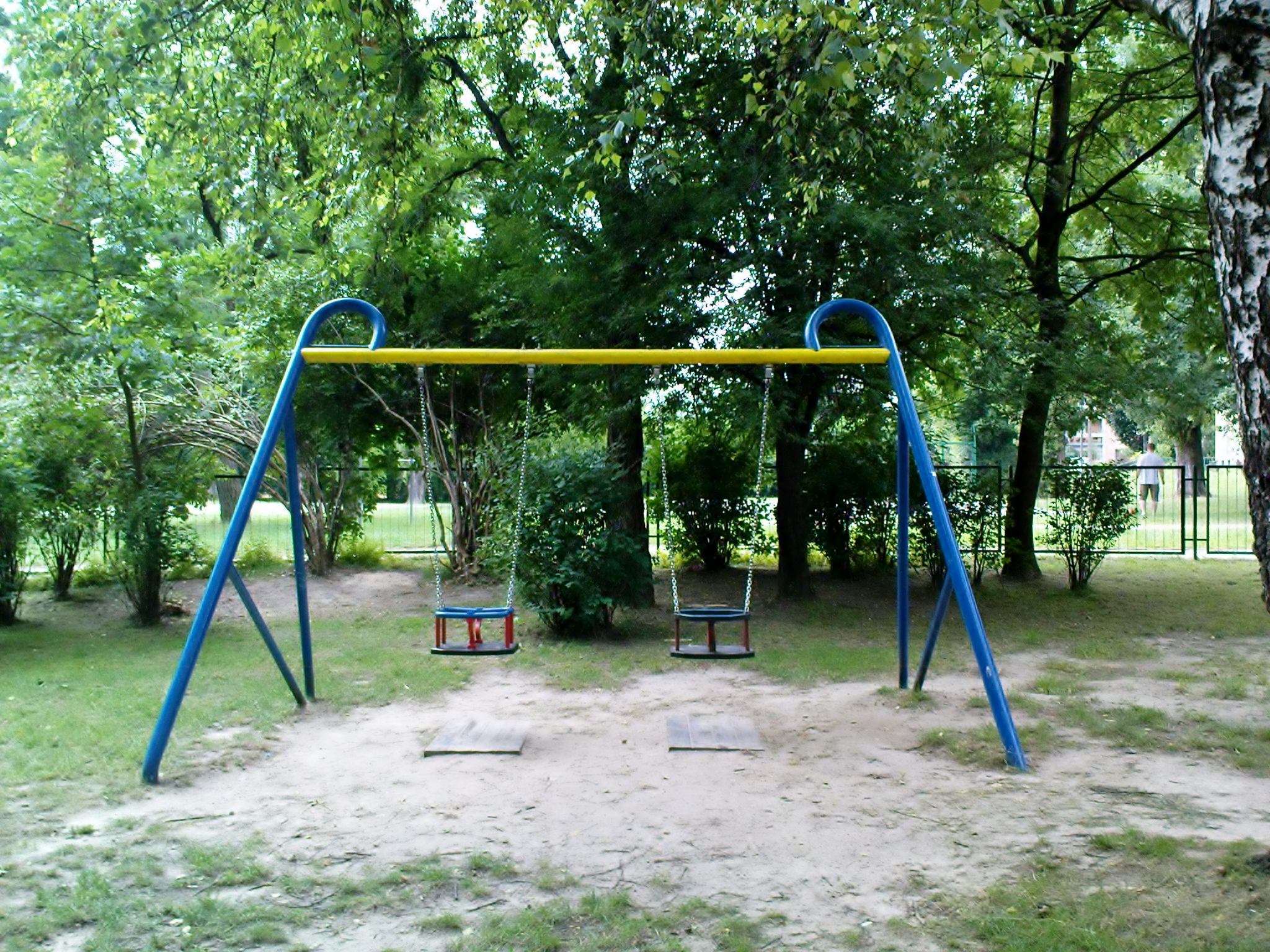
Balançoire sécurisée par un cadre fixe pour petit enfant.
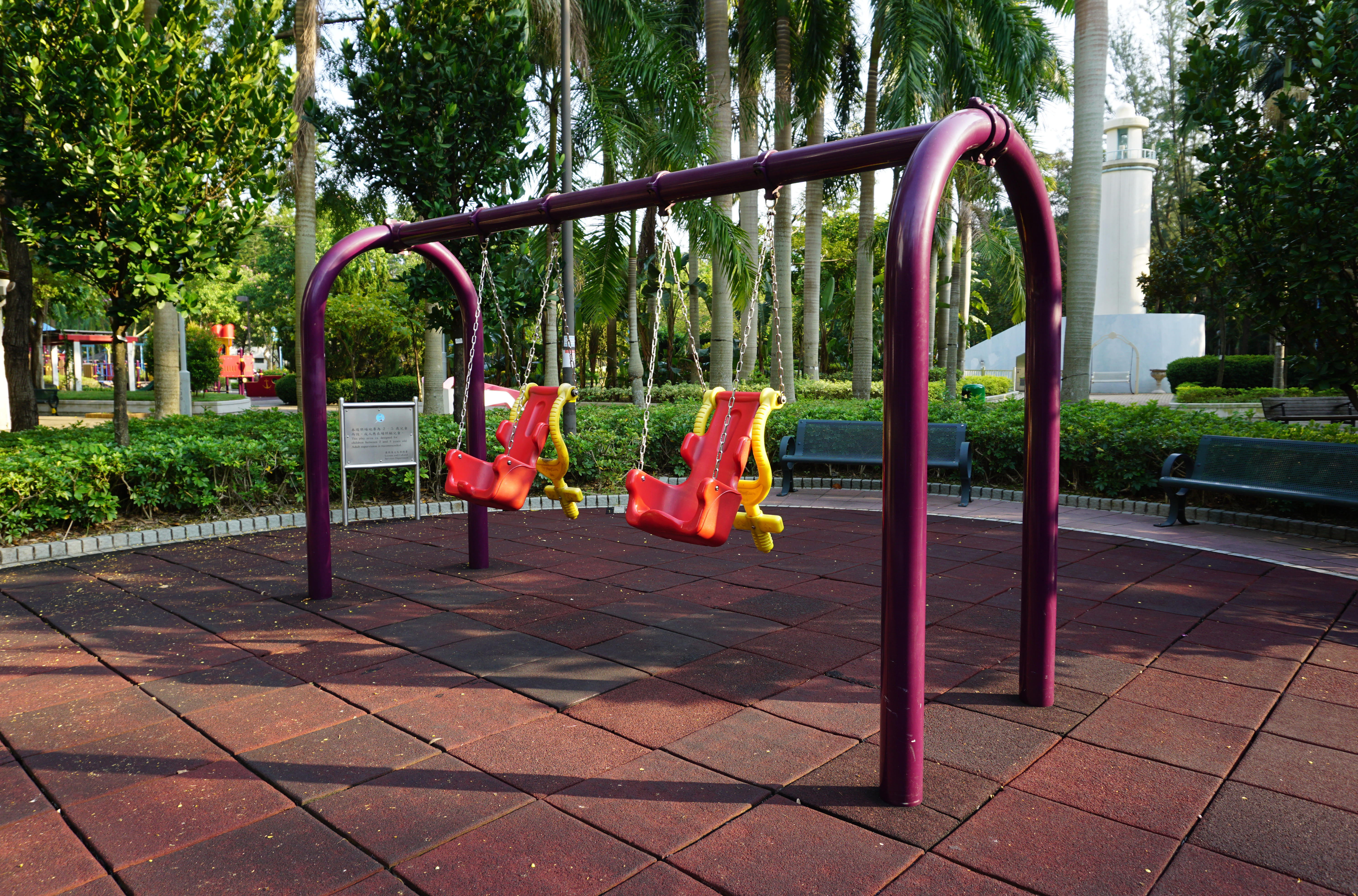
Balançoire avec sièges sécurisés avec cadre mobile.
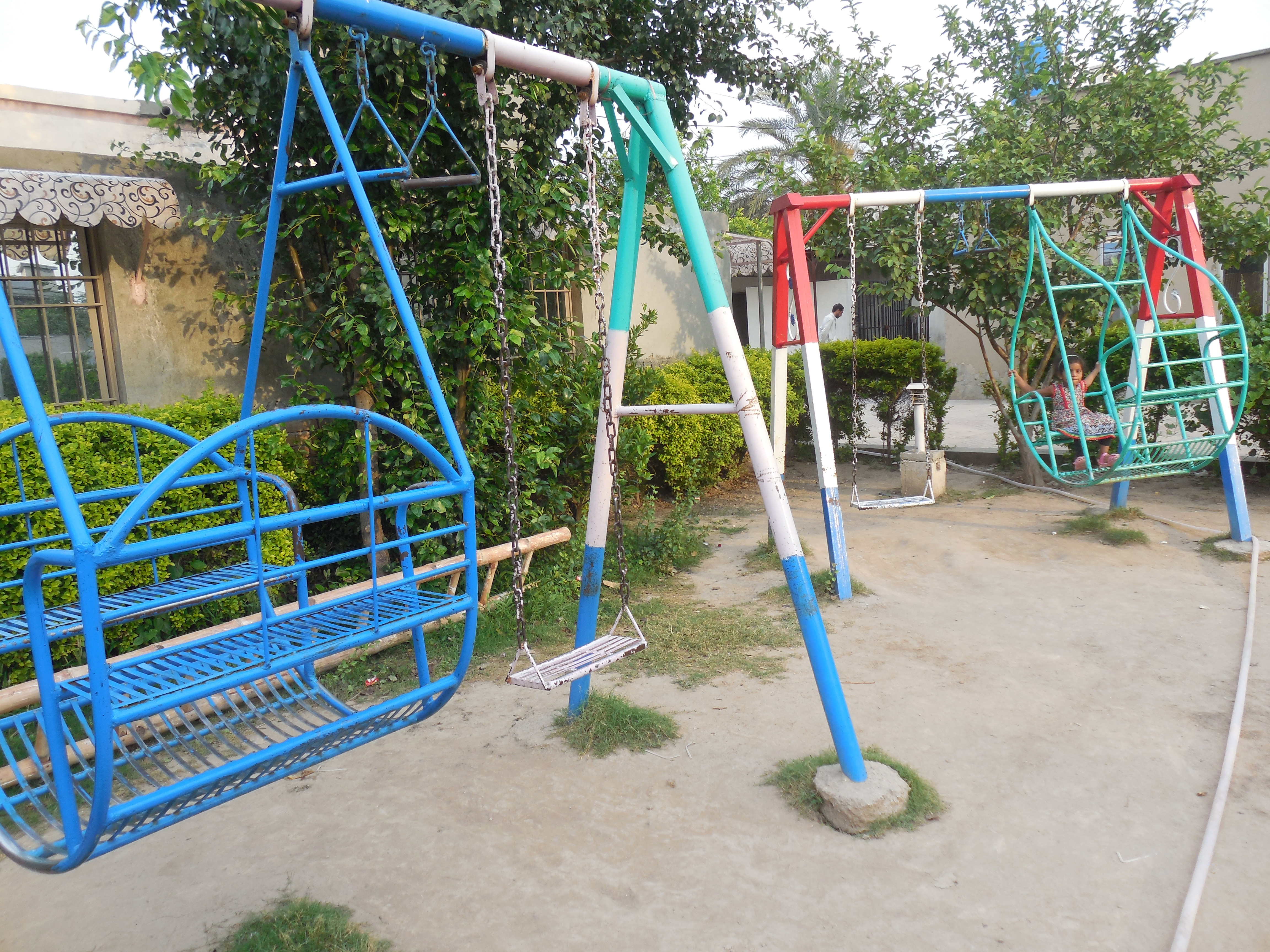
Balançoires collectives de type balancelle.
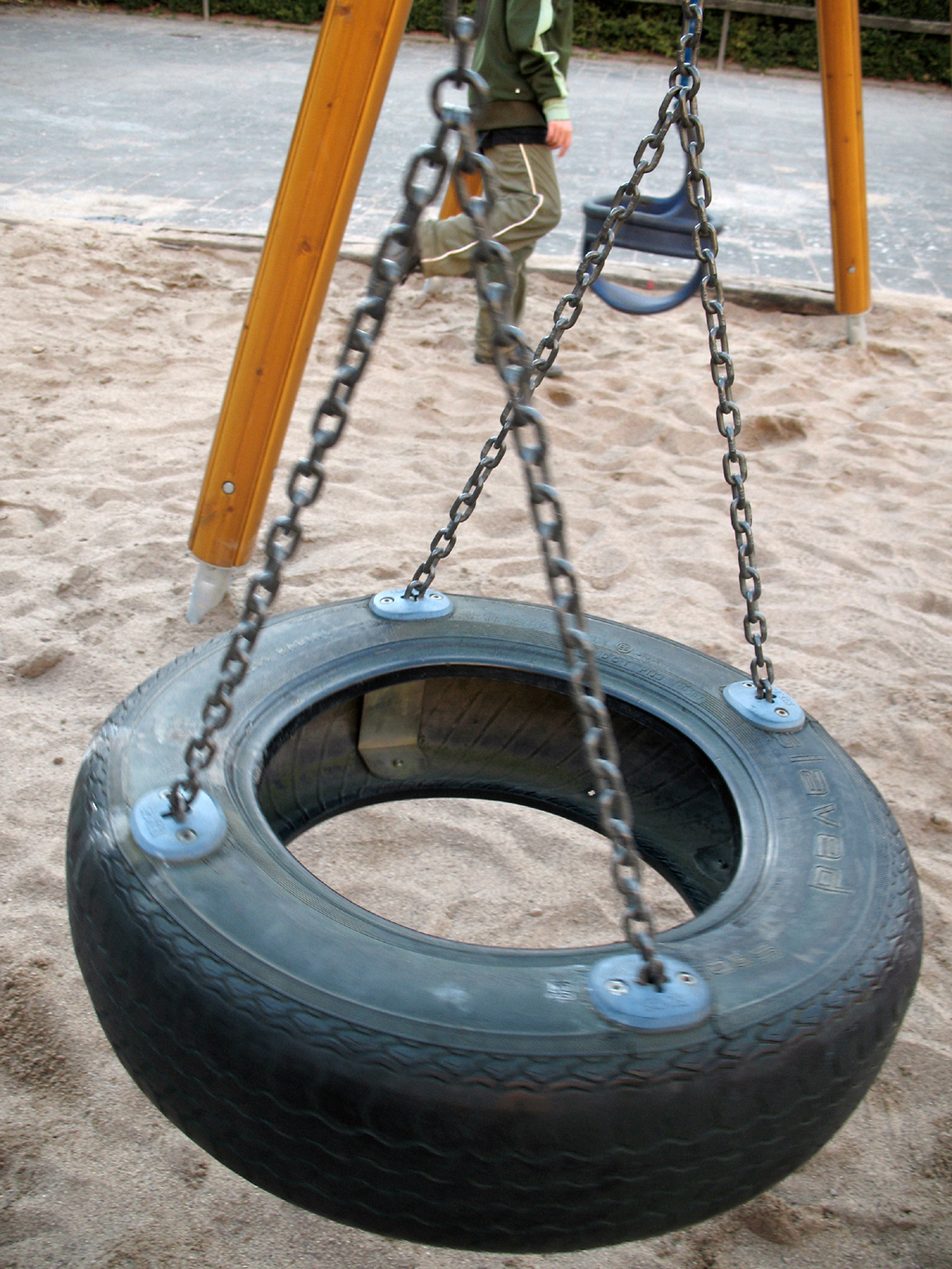
A pneu.
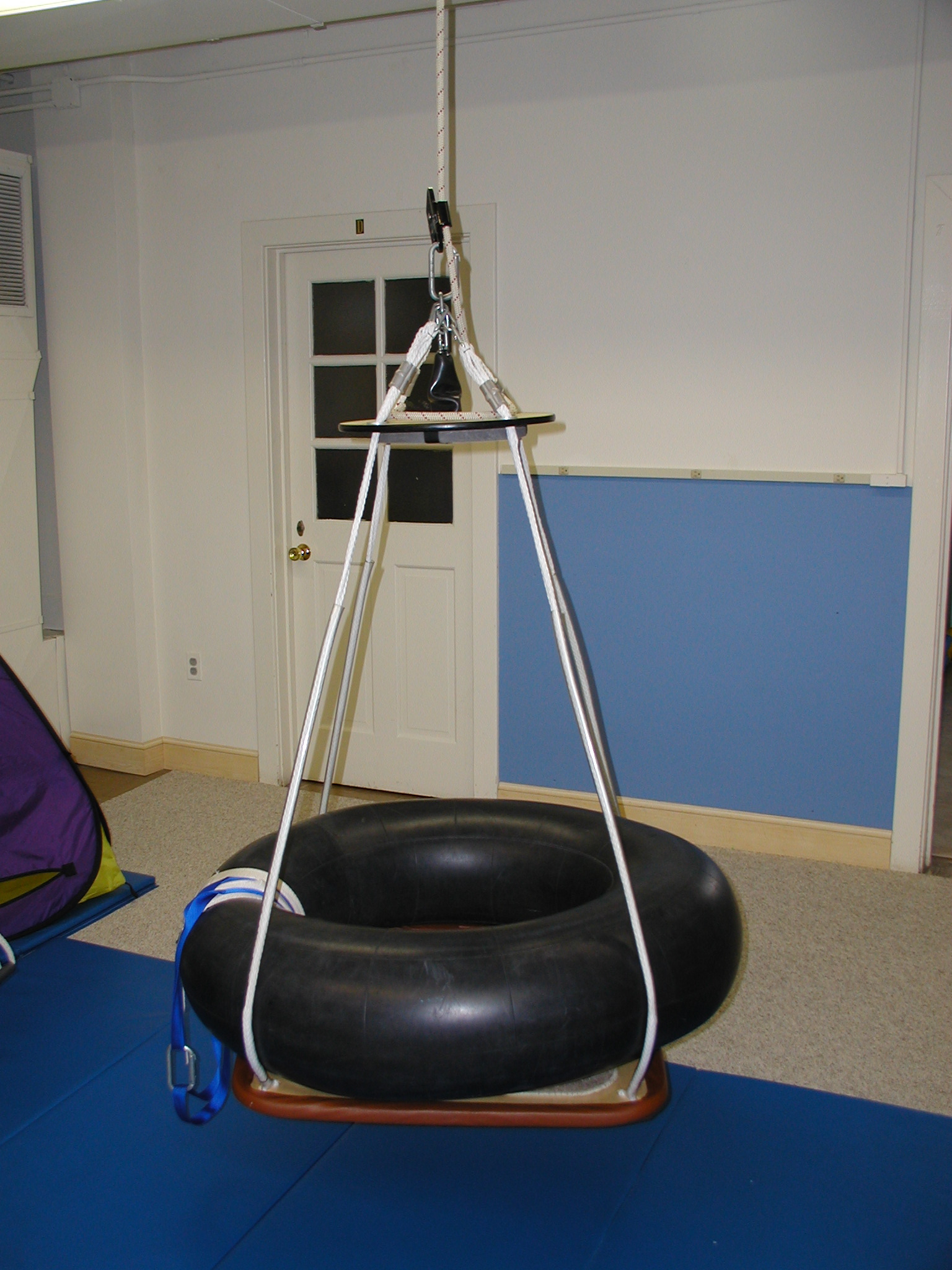
A chambre à air (ergothérapie)
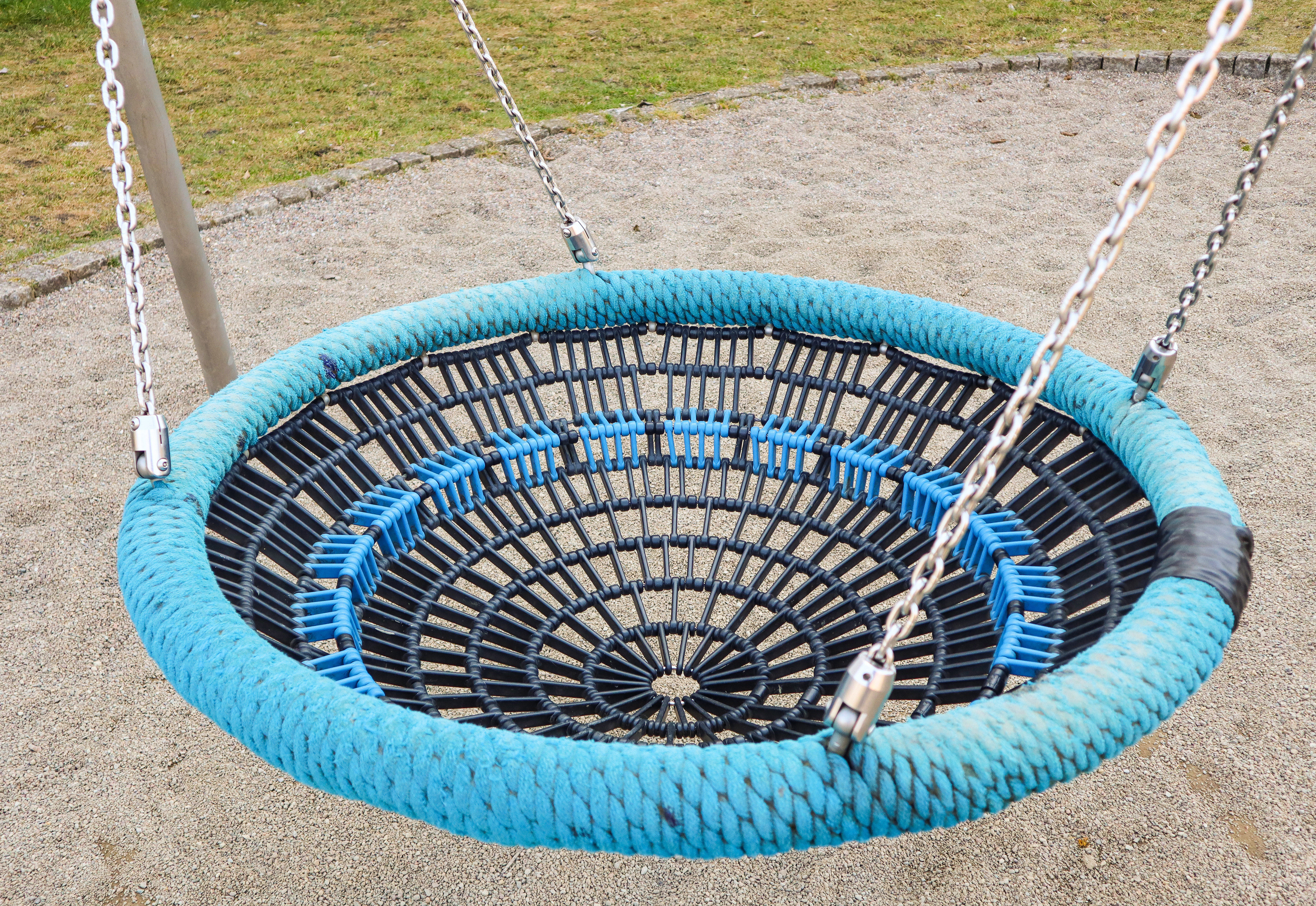
A nacelle.
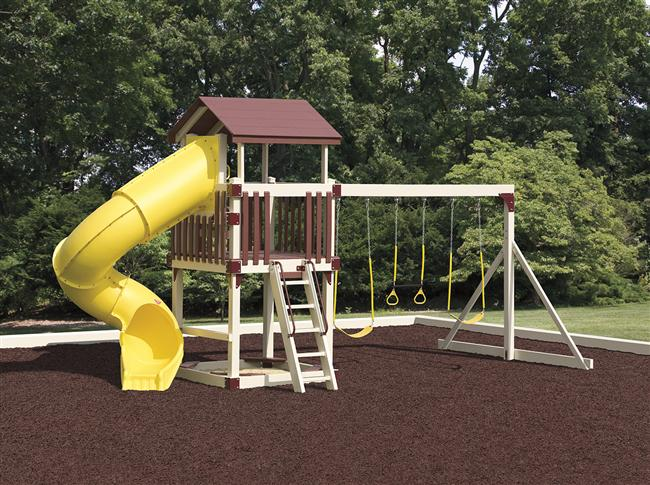
Balançoires en courroie sur un portique de jeu
- Balançoire à tiges fixes, sans corde
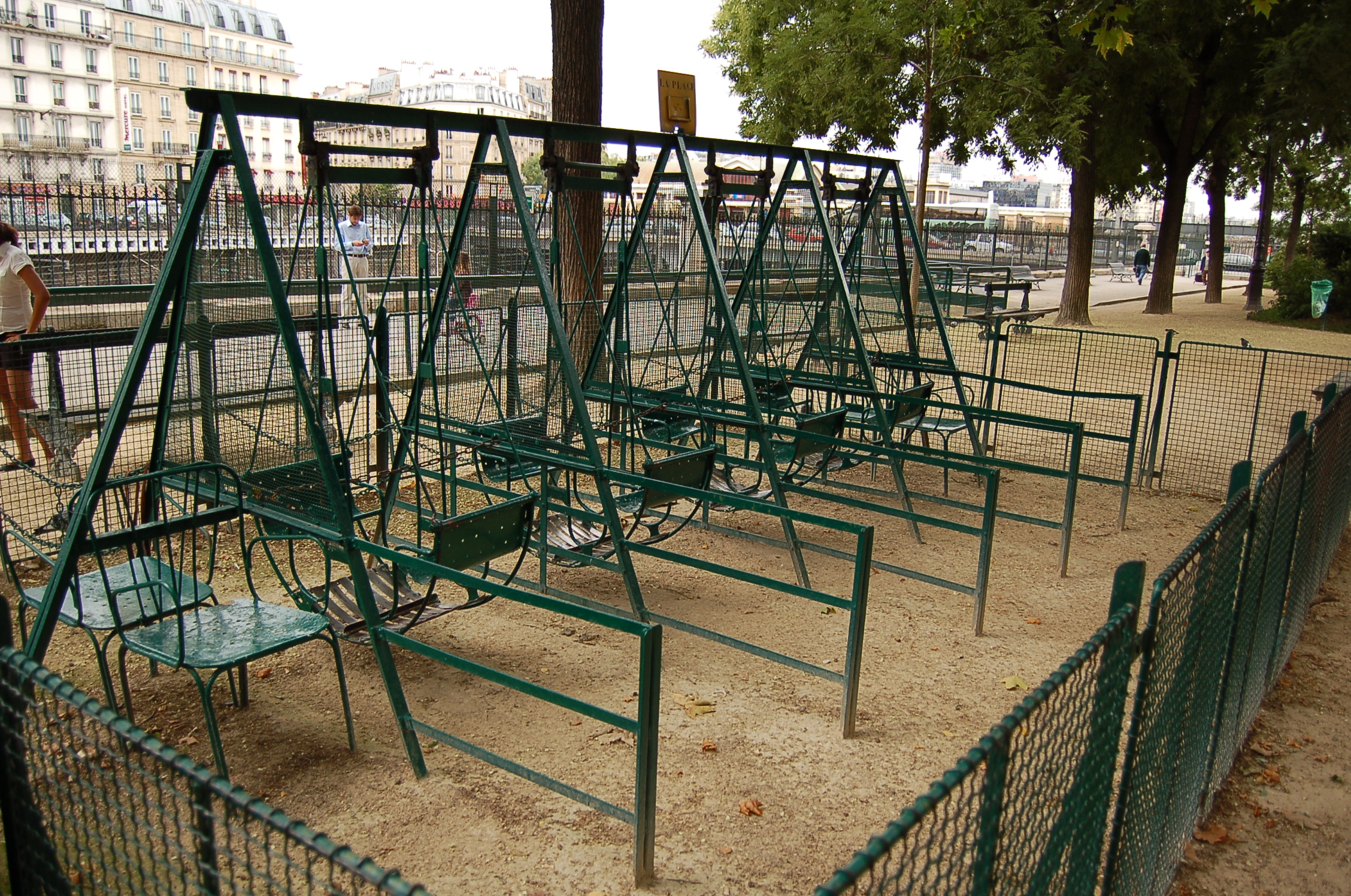
Balançoires à double siège dans le square des Batignolles à Paris.
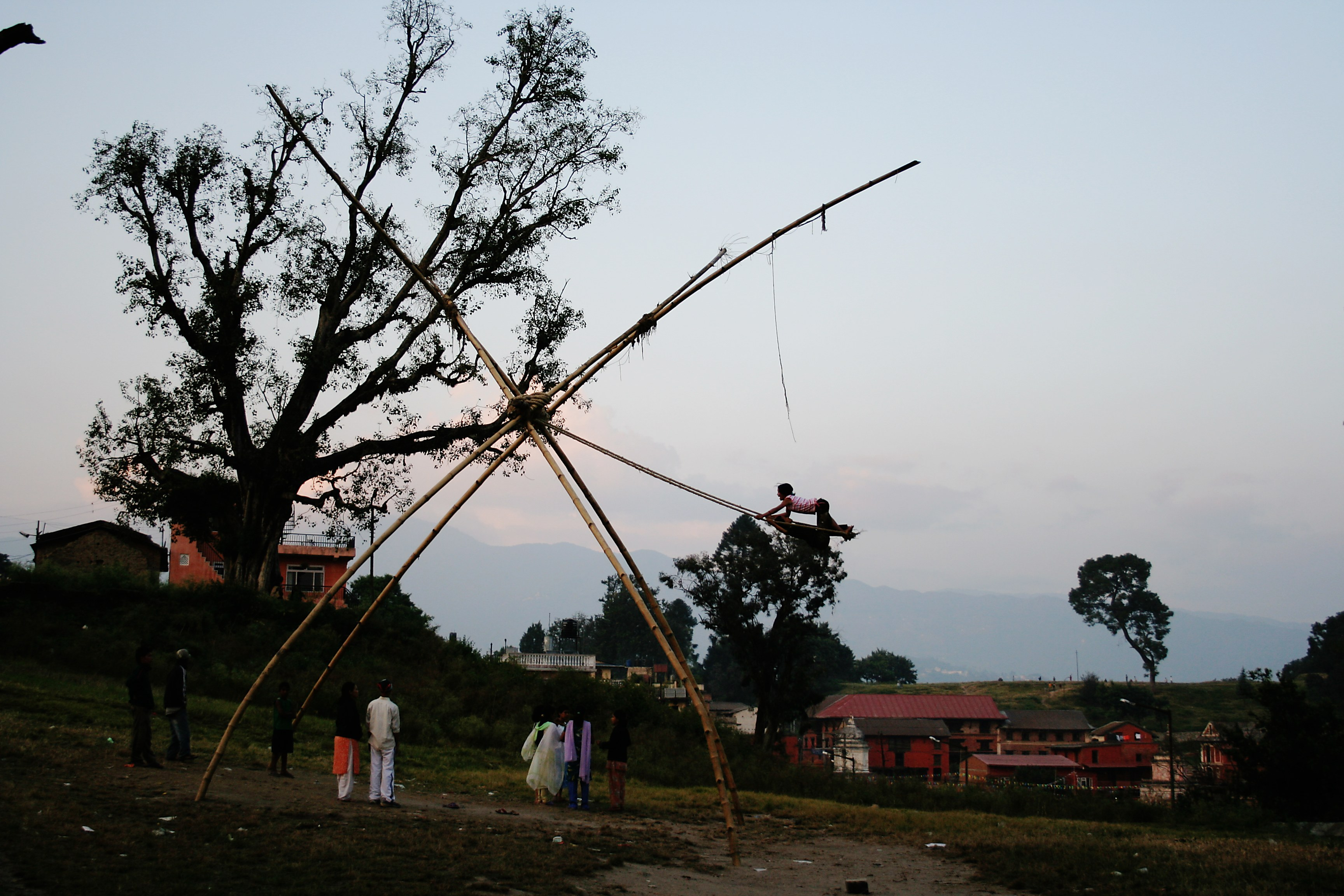
Balançoire artisanale à Katmandou.
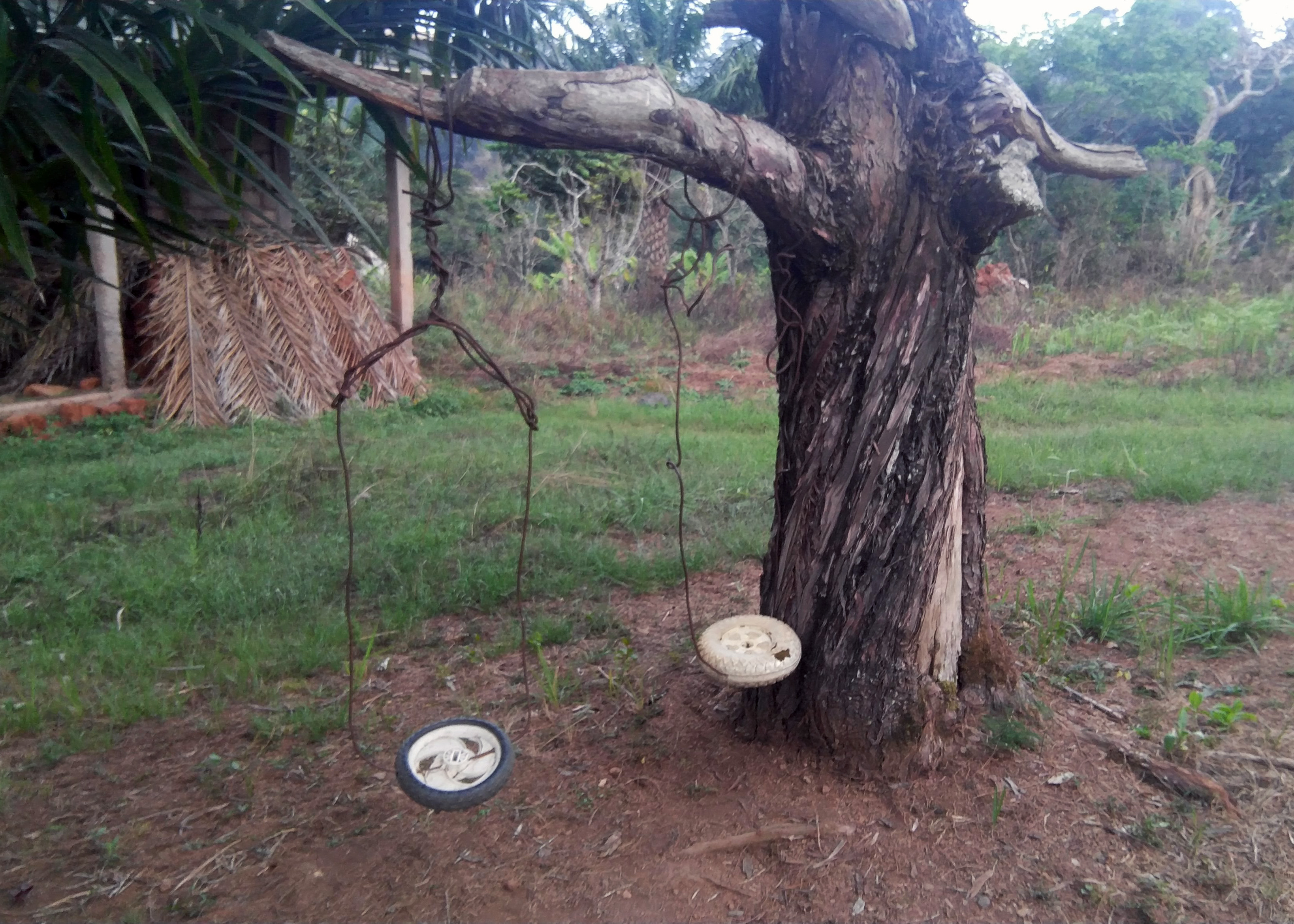
Balançoires artisanales au Cameroun.
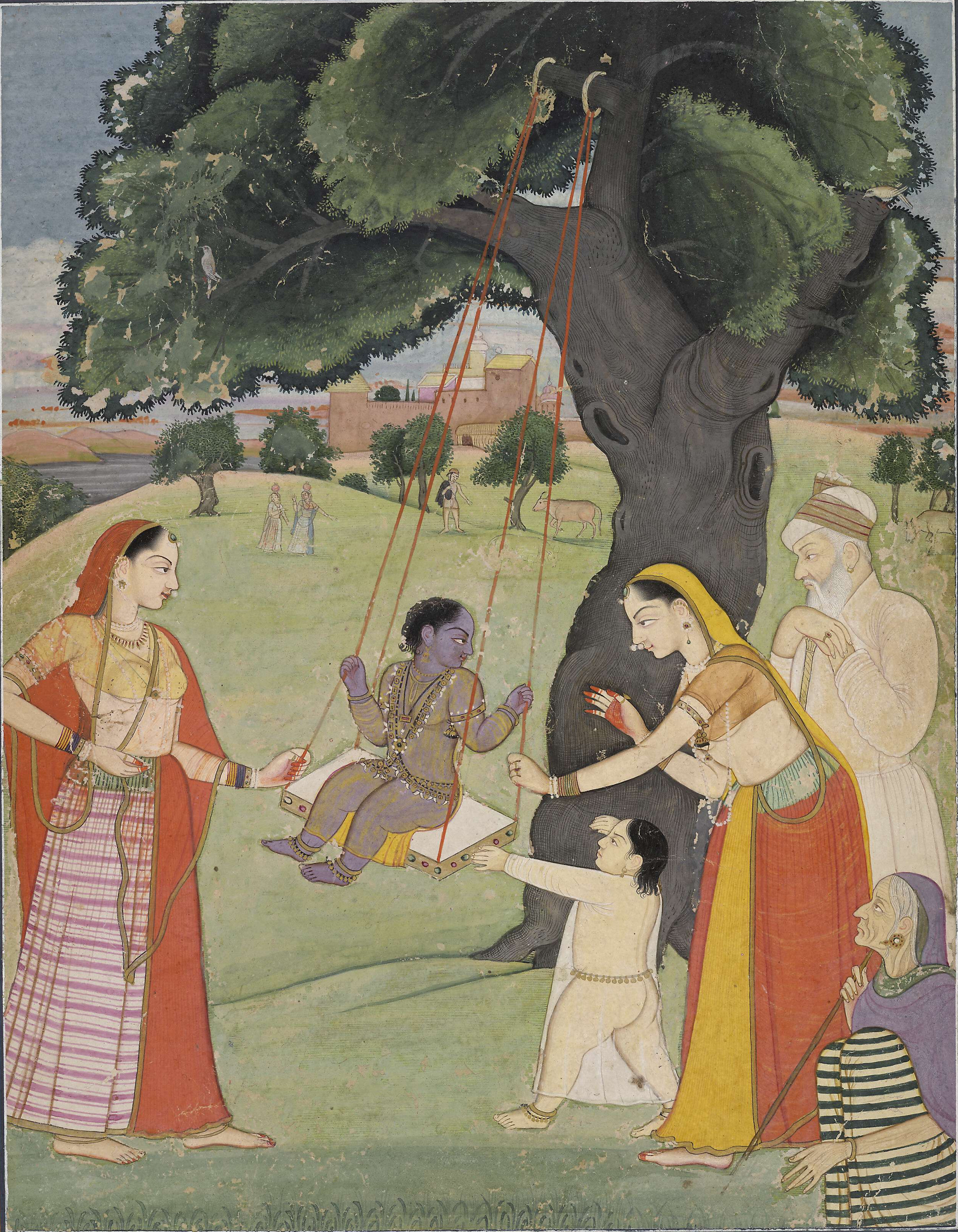
Krishna enfant (miniature indienne, vers 1755).
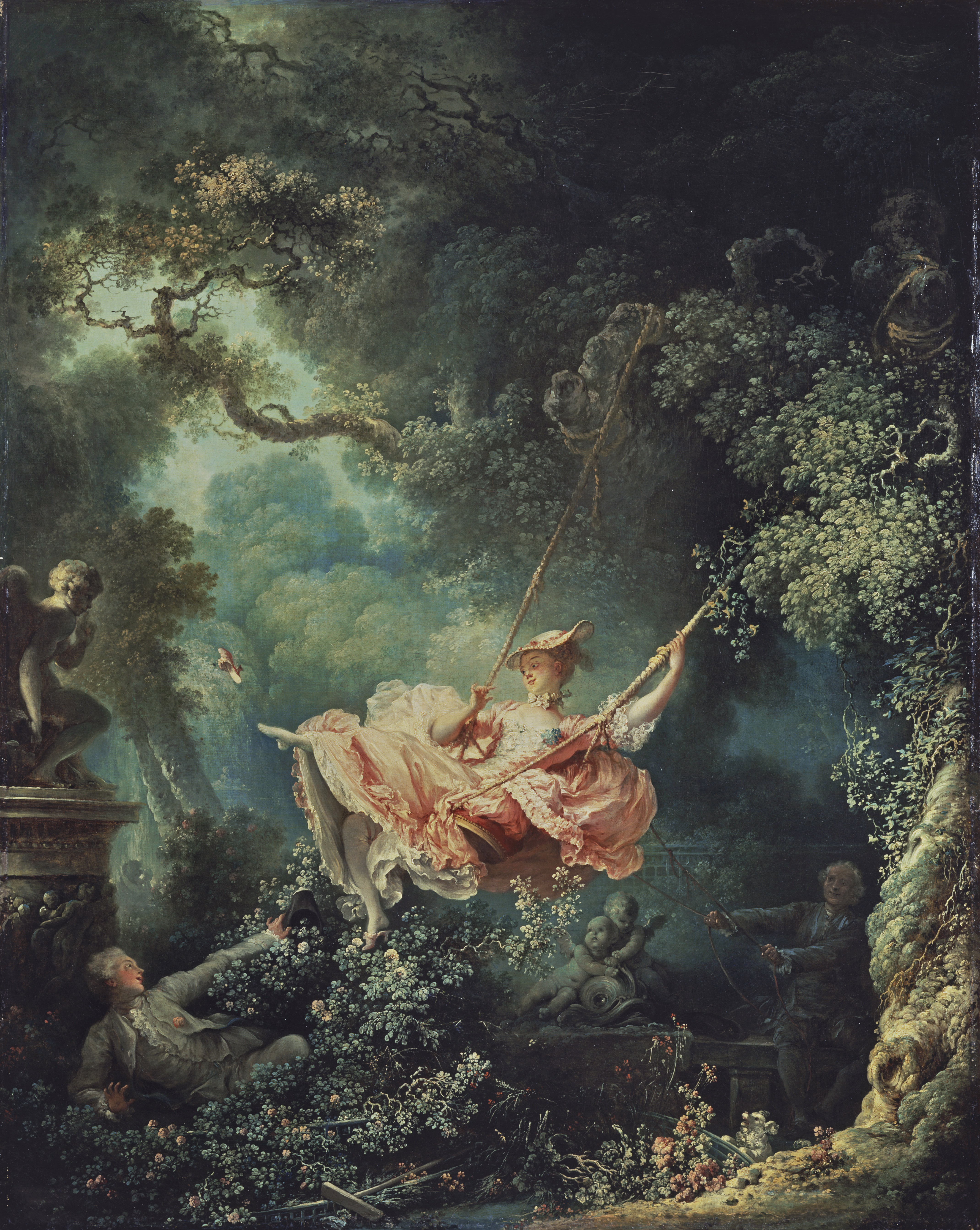
Les Hasards heureux de l'escarpolette, 1767, Londres, collection Wallace.